# Na'ím Qásim
Na'ím Qásim (arabsky نعيم قاسم‎; * 1953 Kfar Fílá) je libanonský ší'itský duchovní a politik, od října 2024 generální tajemník Hizballáhu. V letech 1991–2024 působil jako zástupce generálního tajemníka organizace.

## Mládí a vzdělání
Narodil se v roce 1953 v Kfar Fílá v Libanonu. Vyrůstal v Bejrútu. Studoval teologii, přičemž jeho učitelem byl ajatolláh Muhammad Husajn Fadl Alláh. Získal bakalářský titul v oboru chemie na Libanonské univerzitě. Několik let byl zaměstnán jako učitel chemie.

## Kariéra
V 70. letech 20. století spoluzaložil libanonský muslimský studentský svaz. Okolo roku 1974 se připojil k hnutí Amal, které v té době vedl Músá as-Sadr. Z hnutí vystoupil v roce 1979. V letech 1974–1988 stál v čele Islámské asociace pro náboženské vzdělávání. V roce 1982 spoluzaložil Hizballáh a v roce 1991 se stal zástupcem generálního tajemníka.
Dne 5. října 2024 údajně odletěl z Bejrútu do Teheránu, kde také žije.

### Generální tajemník Hizballáhu
Dne 29. října 2024, měsíc po útoku na velitelství Hizballáhu, při kterém zahynul generální tajemník Hizballáhu Hasan Nasralláh, byl Qásim zvolen jeho nástupcem.

## Názory
V srpnu 2011 prohlásil: „Byly nám nabídnuty miliardy dolarů na obnovu jižního Libanonu za to, že složíme zbraně a zastavíme odboj. My jsme však řekli, že [jejich peníze] nepotřebujeme a že odboj bude pokračovat bez ohledu na následky“.

## Soukromý život
Je ženatý a má šest dětí.